# Campionati del mondo di atletica leggera indoor 2010 - 3000 metri piani maschili
I 3000 metri maschili si sono tenuti 12 ed il 14 marzo 2010. 

## Risultato

### Batterie
In finale accedono i primi quatto di ogni batteria e i miglio 4 tempi ripescati.
| Pos | Batt | Nome                    | Nazione       | Tempo   | Note  |
| --- | ---- | ----------------------- | ------------- | ------- | ----- |
| 1   | 1    | Augustine Kiprono Choge | Kenya         | 7:43.80 | Q     |
| 2   | 1    | Dejen Gebremeskel       | Etiopia       | 7:44.26 | Q, PB |
| 3   | 1    | Sergio Sánchez          | Spagna        | 7:44.33 | Q     |
| 4   | 1    | James Kwalia            | Qatar         | 7:44.61 | Q, PB |
| 5   | 1    | Hais Welday             | Eritrea       | 7:45.44 | q,NR  |
| 6   | 1    | Hicham Bellani          | Marocco       | 7:50.46 | q     |
| 7   | 2    | Bernard Lagat           | Stati Uniti   | 7:59.99 | Q, SB |
| 8   | 2    | Tariku Bekele           | Etiopia       | 8:00.29 | Q     |
| 9   | 2    | Sammy Alex Mutahi       | Kenya         | 8:00.53 | Q     |
| 10  | 2    | Jesús España            | Spagna        | 8:00.65 | Q     |
| 11  | 2    | Galen Rupp              | Stati Uniti   | 8:00.90 | q, SB |
| 12  | 2    | Essa Ismail Rashed      | Qatar         | 8:01.08 | q     |
| 13  | 2    | Gezachw Yossef          | Israele       | 8:03.62 | SB    |
| 14  | 1    | Hayle İbrahimov         | Azerbaigian   | 8:05.43 | PB    |
| 15  | 2    | Scott Overall           | Gran Bretagna | 8:08.02 |       |
| 16  | 1    | Tareq Mubarak Taher     | Bahrein       | 8:14.67 | SB    |
| 17  | 1    | Ion Luchianov           | Moldavia      | 8:15.91 | SB    |
| 18  | 2    | Marco Joseph            | Tanzania      | 8:22.18 | PB    |

### Finale
| Pos | Nome                    | Nazione     | Tempo   | Note |
| --- | ----------------------- | ----------- | ------- | ---- |
|     | Bernard Lagat           | Stati Uniti | 7:37.97 | SB   |
|     | Sergio Sánchez          | Spagna      | 7:39.55 |      |
|     | Sammy Alex Mutahi       | Kenya       | 7:39.90 |      |
| 4   | Tariku Bekele           | Etiopia     | 7:40.10 |      |
| 5   | Galen Rupp              | Stati Uniti | 7:42.40 | PB   |
| 6   | Jesús España            | Spagna      | 7:42.82 | SB   |
| 7   | Hicham Bellani          | Marocco     | 7:44.15 |      |
| 8   | James Kwalia            | Qatar       | 7:46.12 |      |
| 9   | Essa Ismail Rashed      | Qatar       | 7:47.94 | SB   |
| 10  | Dejen Gebremeskel       | Etiopia     | 7:48.69 |      |
| 11  | Augustine Kiprono Choge | Kenya       | 7:53.42 |      |
| 12  | Hais Welday             | Eritrea     | 8:04.10 |      |